# Zogno
Zogno ([ˈʣoɲːo] , Zògn [ˈzɔɲ] o Dógn [ˈðoɲ] in dialetto bergamasco) è un comune italiano di 8 593 abitanti della provincia di Bergamo in Lombardia. Il comune si trova nella bassa Valle Brembana su un declivio tra il versante orientale del Monte Zucco (1232 m s.l.m.) e un'ansa del fiume Brembo.

## Geografia fisica
Situato nella porzione inferiore della Valle Brembana non lontano da San Pellegrino Terme (4 km), il capoluogo si estende lungo la strada di fondovalle, sulla sponda orografica destra del fiume Brembo, mentre gli altri centri abitati sono dislocati prevalentemente sulla sponda sinistra. Il paese si trova inoltre ai piedi del versante nord del Canto Alto e orientale del Monte Zucco.

## Storia
La zona dove sorge il paese era abitata sin dai tempi preistorici, come attestano i reperti ritrovati in una caverna del luogo chiamata "Büsa dell'Andrea".
Esistono documenti risalenti alla fine del XII secolo che testimoniano l'esistenza di Zogno come Comune rurale: nella Storia di Zogno e di alcune terre vicine di Bortolo Belotti si legge che una pergamena del Monastero di Astino del 1220 cita Giovanni Geze come "Console" di Zogno.
Zogno divenne centro importante sotto la dominazione di Venezia. Nei secoli passati la popolazione era impiegata prevalentemente in agricoltura, nell'allevamento del bestiame e nella pastorizia, anche se non mancavano attività artigianali legate alla filatura della lana, del lino e alla tessitura dei panni.
Nella frazione di Poscante il 18 dicembre 1773 nacque il famoso brigante Vincenzo Pacchiana (Pacì Paciana), Robin Hood italiano che rubava ai ricchi e dava ai poveri, denominato dai suoi contemporanei: re della strada, re della montagna. Durante il XIX secolo presero piede le industrie della carta e del cemento. Oggi grazie ad uno sviluppo costante, sia in campo economico (importante ad esempio la Manifattura Valle Brembana, una industria tessile tutt'oggi esistente, da poco fallita) che urbanistico, Zogno è il paese più popoloso della Valle Brembana con numerose attività commerciali, industrie tessili, estrattive, artigianato del legno e imprese edili.
Con regio decreto del 16 febbraio 1928 al comune di Zogno vennero accorpati i comuni finitimi di Stabello, Poscante, Grumello de' Zanchi, Endenna, Somendenna e Spino al Brembo.

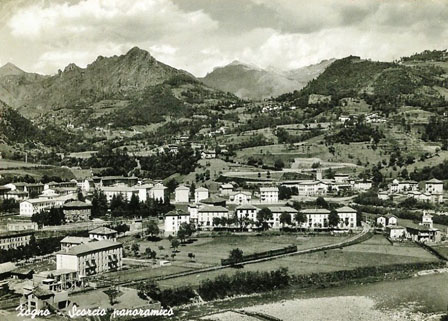
Zogno negli anni trenta
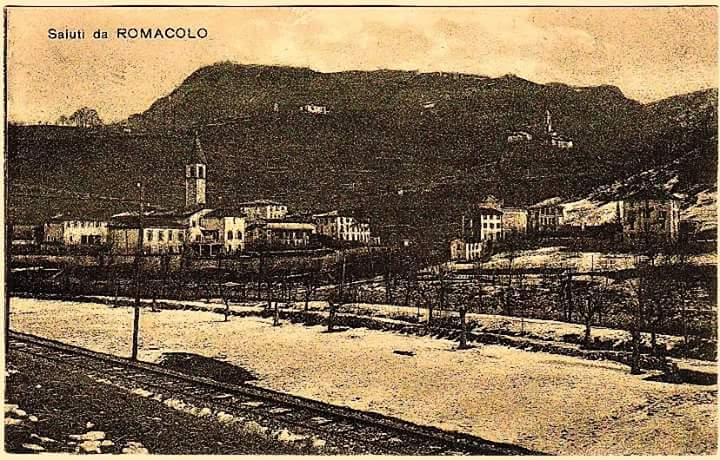
La località Romacolo nel 1928
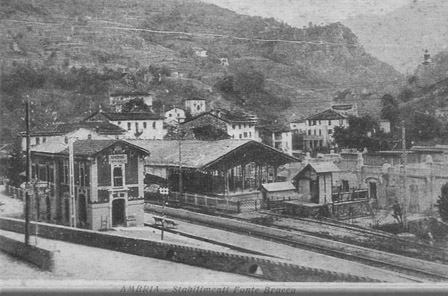
La frazione Ambria negli anni venti
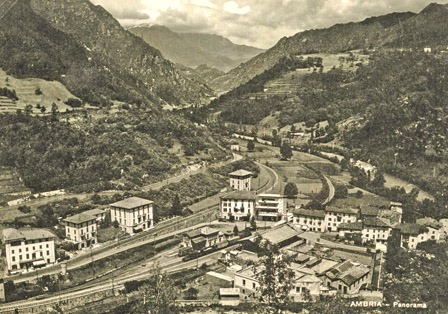
Ambria negli anni trenta

### Simboli
Il comune ha come simbolo lo stemma riconosciuto con D.P.C.M. del 19 dicembre 1951.
(D.P.C.M. 19 dicembre 1951)
Nello stemma è rappresentato san Lorenzo, patrono del paese. Il giglio d'oro nel capo di rosso, è ripreso dallo stemma della famiglia Sonzogni, originaria del luogo, che era di rosso, ad un cane d'argento, rampante e tenente nella zampa un giglio d'oro.
Il gonfalone, concesso con D.P.R. del 1º dicembre 1952, è un drappo partito di rosso e di verde.

## Monumenti e luoghi d'interesse
Chiesa parrocchiale di San Lorenzo

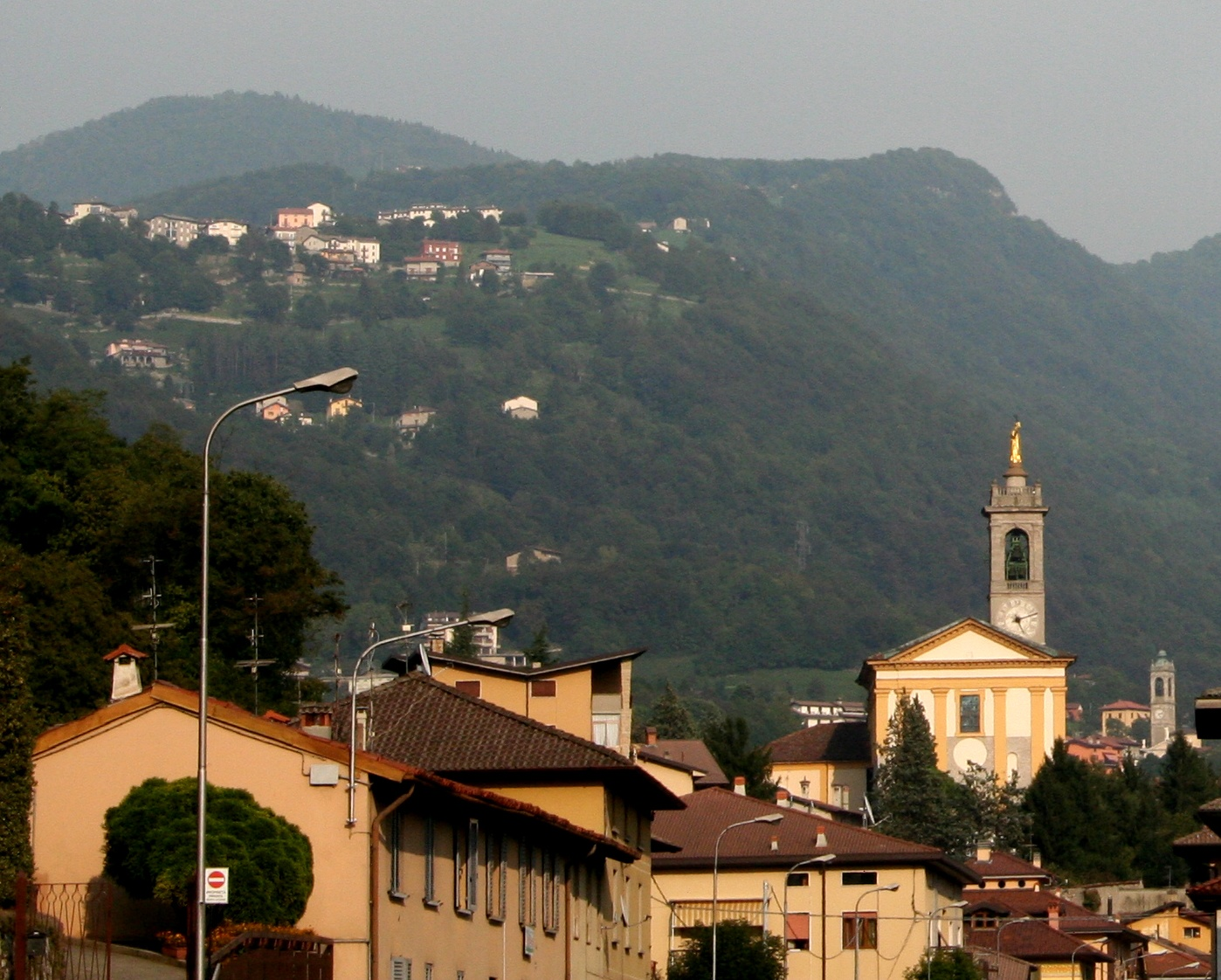
La parrocchiale di San Lorenzo svetta all'ingresso del paese

In posizione dominante sorge la quattrocentesca chiesa di San Lorenzo, sorta sulle rovine del medievale castello di parte guelfa, distrutto dai Visconti prima di consegnarlo alla Repubblica di Venezia, dopo la pace di Lodi.
L'interno custodisce la serie seicentesca dei Misteri del Rosario di Francesco Zucco, una Madonna col Bambino di Francesco Lavagna ed un dipinto di Vincenzo Angelo Orelli raffigurante Santa Margherita da Cortona.

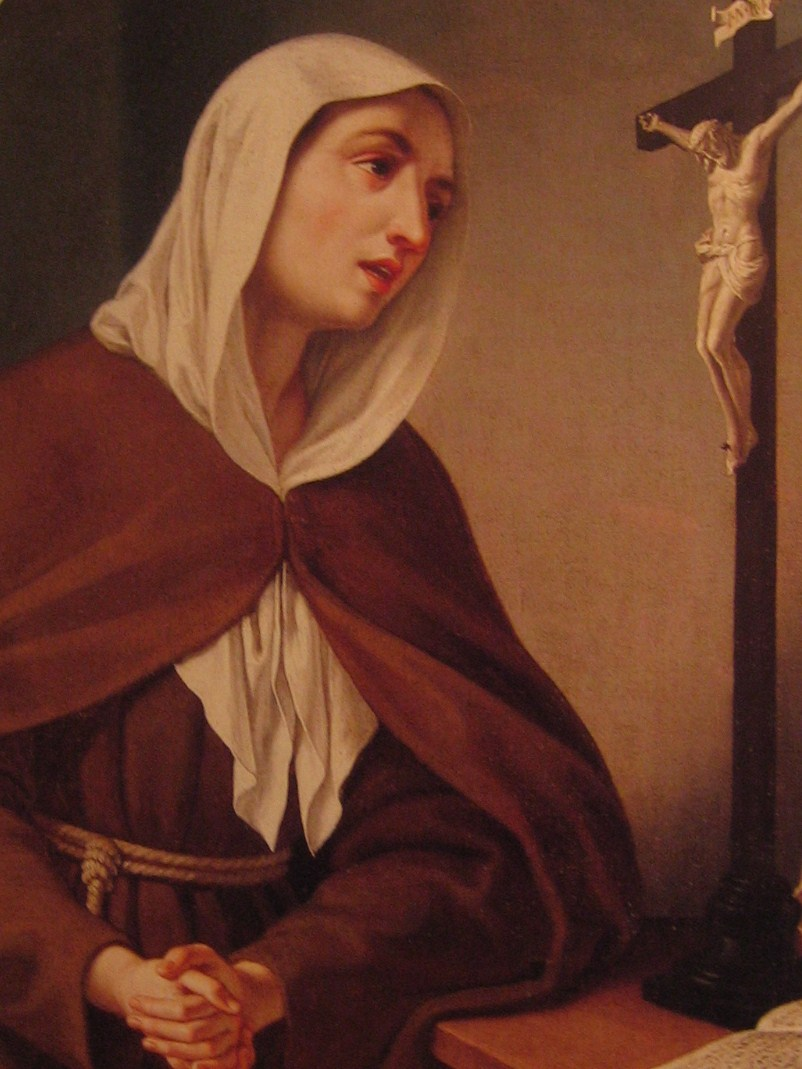
Vincenzo Angelo Orelli, Santa Margherita di Cortona, Chiesa di San Lorenzo, Zogno
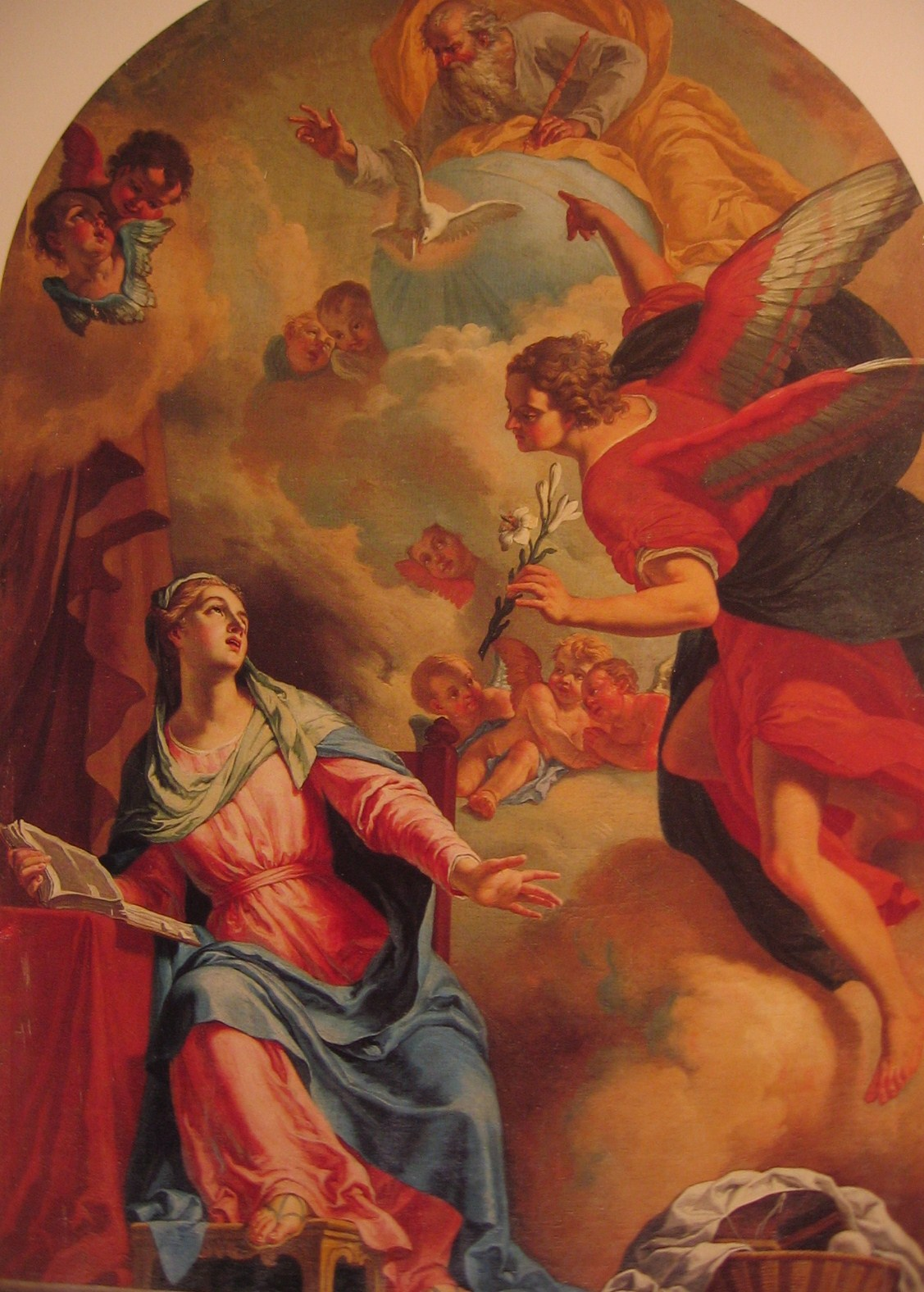
Vincenzo Angelo Orelli, Annunciazione, Monastero di Santa Maria delle Terziarie francescane, Zogno, Bergamo

Museo della Valle
Il Museo della Valle, situato in un edificio seicentesco del centro storico, espone in dodici sale una ricca serie di reperti sulla società agricola e contadina della valle.
Museo di San Lorenzo
È da ricordare inoltre il Museo di San Lorenzo, allestito presso la chiesa parrocchiale, che raccoglie testimonianze di carattere religioso della Valle Brembana.
Villa Belotti
La villa zognese, che dal 1985 ospita la Biblioteca Comunale "Bortolo Belotti", venne realizzata nel 1906 per il notaio Ulisse Cacciamali dall'architetto bergamasco Giovanni Barboglio, autore a Zogno anche di edifici pubblici e della vecchia scalinata alla parrocchiale, ma più famoso in Lombardia per la costruzione o il restauro di chiese.
Nel 1913 la acquistò Bortolo Belotti, interessato ad avere un punto d'appoggio per affrontare l'impegnativa campagna elettorale per il seggio parlamentare che lo vedeva contrapposto al deputato uscente Egildo Carugati, appoggiato dai liberali di Giovanni Giolitti e dai cattolici. Su richiesta del Belotti, il Barboglio trasformò l'abitazione da civile in signorile, con il recupero del seminterrato e la costruzione di uno studio esterno e di un portichetto. Contemporaneamente, l'ampio prato a sud dell'abitazione veniva trasformato in giardino con alberi pregiati, vialetti e gradinate. La cura della villa e del giardino accompagnò il successo politico di Bortolo Belotti che, da giovanissimo deputato, divenne sottosegretario, ministro e leader della sinistra liberale. L'opposizione al fascismo ne determinò l'allontanamento dalla politica attiva e, quasi come compensazione, Belotti iniziò ad intervenire sul giardino e ad arricchirlo di opere d'arte particolarmente significative. Gli interventi si susseguirono in tre fasi principali. Particolarmente ricca è la prima fase (1928-29) con l'ideazione del Convito dei Grandi Brembani, 11 busti di uomini di grande fama di famiglia originaria della Val Brembana, eseguiti dallo scultore bergamasco Nino Galizzi. Il secondo periodo (1931-33) è contrassegnato dall'edificazione dell'edicola della Madonna, dalle statue dei leoni e del busto del gioppino. Poche, ma sempre interessanti, sono le realizzazioni dell'ultimo periodo (1934-40): la statua della Fede, l'epigrafe "Hyeme et arstate" che richiama il senso del "Saluto dell'ospite" e la lapide tesseca.
Grotta delle meraviglie

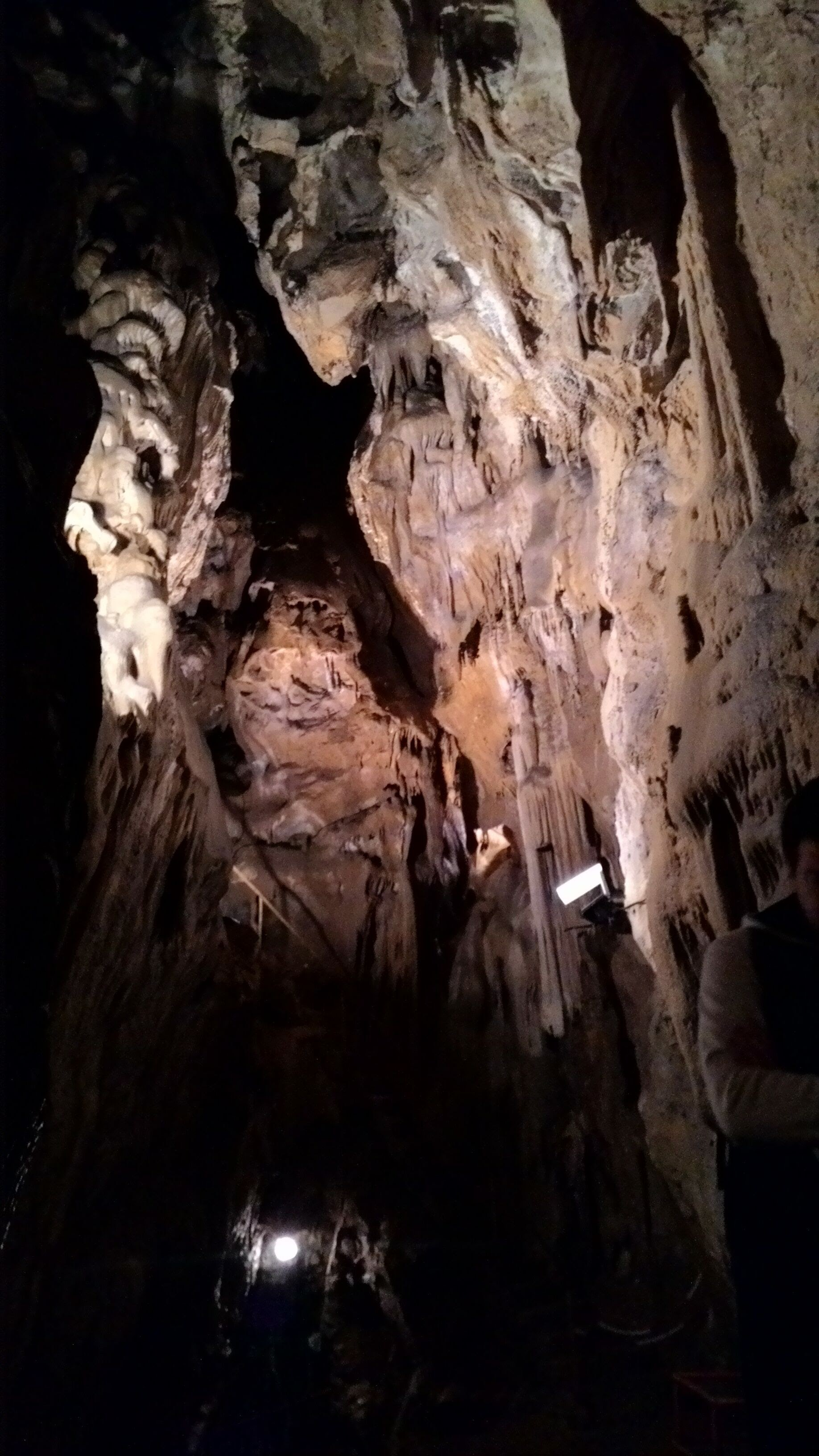
L'interno della grotta delle meraviglie

La grotta delle meraviglie (45.78841°N 9.63538°E) è un complesso carsico naturale sviluppatosi nelle montagne calcaree vicino alla città, scoperto nel 1932 e vennero aperte al pubblico nel 1939, dopo lo scavo di una galleria artificiale.

## Società

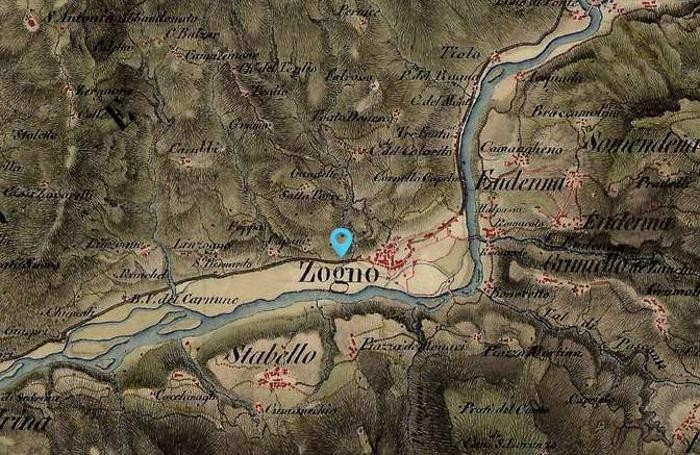
Zogno e dintorni negli anni 1820

### Evoluzione demografica
Abitanti censiti

## Geografia antropica

### Frazioni

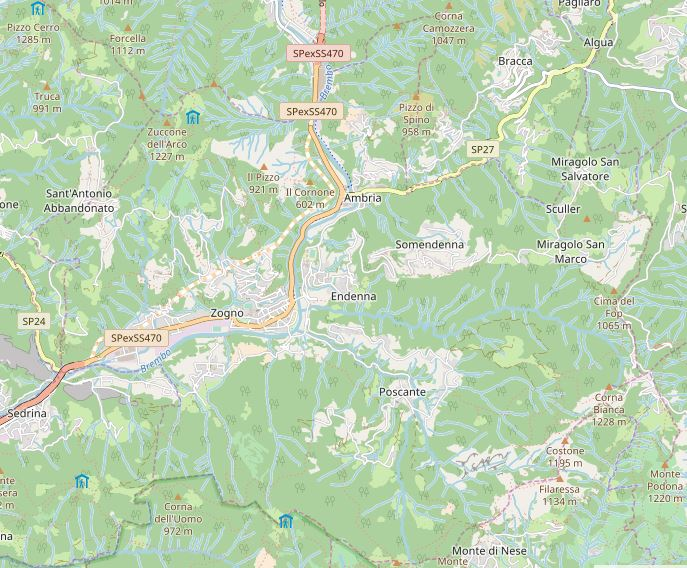
Il comune di Zogno e le sue frazioni

Fra le frazioni, si distingue Stabello, borgo di circa 450 abitanti situato a sud-est di Zogno sul versante sinistro della valle a circa 380 m s.l.m.: l'etimo risale all'epoca romana quando le legioni accampate nella zona di Lemine portavano a pascolare i cavalli sulla piana del paese costruivano delle stalle (stabellum) da qui il nome Stabello.
Di questo piccolo borgo, inizialmente abitato da pastori e coltivatori, è originario il poeta vernacolare Pietro Ruggeri, che aggiunse al suo nome appunto la dicitura da Stabello, al fine di ricordare le sue origini.
In una piccola valle laterale sinistra si trovano Poscante (400 m s.l.m.) e, poco sopra, Grumello de' Zanchi (410 m di altitudine), entrambe di notevoli dimensioni.
Sempre a sinistra, su un pendio, ci sono Endenna (la frazione più grande, a un'altitudine di 420 m), Somendenna (670 m), Miragolo San Marco (960 m) e Miragolo San Salvatore (970 m). 
Procedendo da Zogno verso San Pellegrino Terme, si incontra Ambria, frazione piuttosto ampia situata all'imbocco della val Serina. Sopra Ambria, sul versante sinistro, c'è Spino al Brembo (470 m s.l.m.).

### Contrade
Oltre alle 9 frazioni, fanno parte del comune di Zogno anche le contrade Grimoldo (o Grimolto), Castegnone, Piazza Martina, Carubbo e Tiglio, oltre a numerose località, tra le quali Romacolo e Camanghè.

## Infrastrutture e trasporti

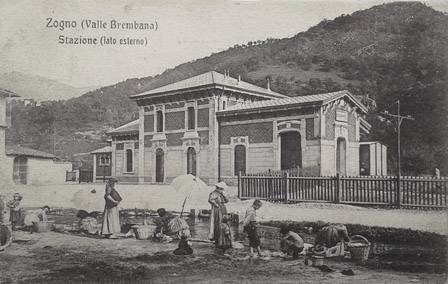
La stazione di Zogno

L'abitato era servito dalla stazione di Zogno, molto attiva nei servizi passeggeri e merci; l'impianto era posto lungo la ferrovia della Valle Brembana, attiva fra il 1906 e il 1966.
Sul tracciato della stessa in direzione Piazza Brembana è stata realizzata la ciclovia Valle Brembana.
Una seconda stazione, che sorgeva nella frazione Ambria, era anch'essa dotata di scalo merci e di un raccordo con la società di imbottigliamento dell'acqua minerale provenienti dalle terme di Bracca.

## Amministrazione

### Altre informazioni amministrative
Il comune fa parte della Comunità Montana della Valle Brembana.